# Ockfen
Ockfen est une municipalité de la Verbandsgemeinde Saarburg-Kell, dans l'arrondissement de Trèves-Sarrebourg, en Rhénanie-Palatinat, dans l'ouest de l'Allemagne.
Ockfen a été mentionnée pour la première fois en 975 dans un document de l'archevêque de Trèves, Thierry I, en tant que Occava en possession de l'abbaye Saint-Martin de Trèves.